# Sigvald Linné
Sigvald Linné (Estocolmo, 1899-Helsingborg, 1986) fue un arqueólogo y etnógrafo sueco, especializado en el estudio de Mesoamérica.

## Biografía
Nació en Estocolmo el 14 de abril de 1899. Especializado en el estudio de Mesoamérica, fue autor de obras como The Technique of South American Ceramics (1925), Darien in the Past (1929) —su tesis doctoral—, Archeological Researches at Teotihuacan (1934), Mexican Highland Cultures: Archaeological Researches at Teotihuacan, Calpulalpan, and Chalchicomula in 1934-35 (1942) o El Valle y la Ciudad de México en 1550 (1948), entre otras. Falleció en Helsingborg el 23 de diciembre de 1986.